# Dean Thomas
Dean Thomas je izmišljeni lik iz serije knjig o Harryju Potterju. V filmih ga je upodobil igralec Alfred Enoch. Je polkrvni čarovnik, ki je član Gryfondoma in je Harryjev sošolec. Njegov najboljši prijatelj je Seamus Finnigan. V petem letniku se je zaljubil v Ginny Weasley. Njuno razmerje je trajalo do okoli polovice šestega letnika. Bil je član Dumbeldorjeve armade ter nekaj časa zasledovalec pri gryfondomski quidditch ekipi.